# Список папских выборов

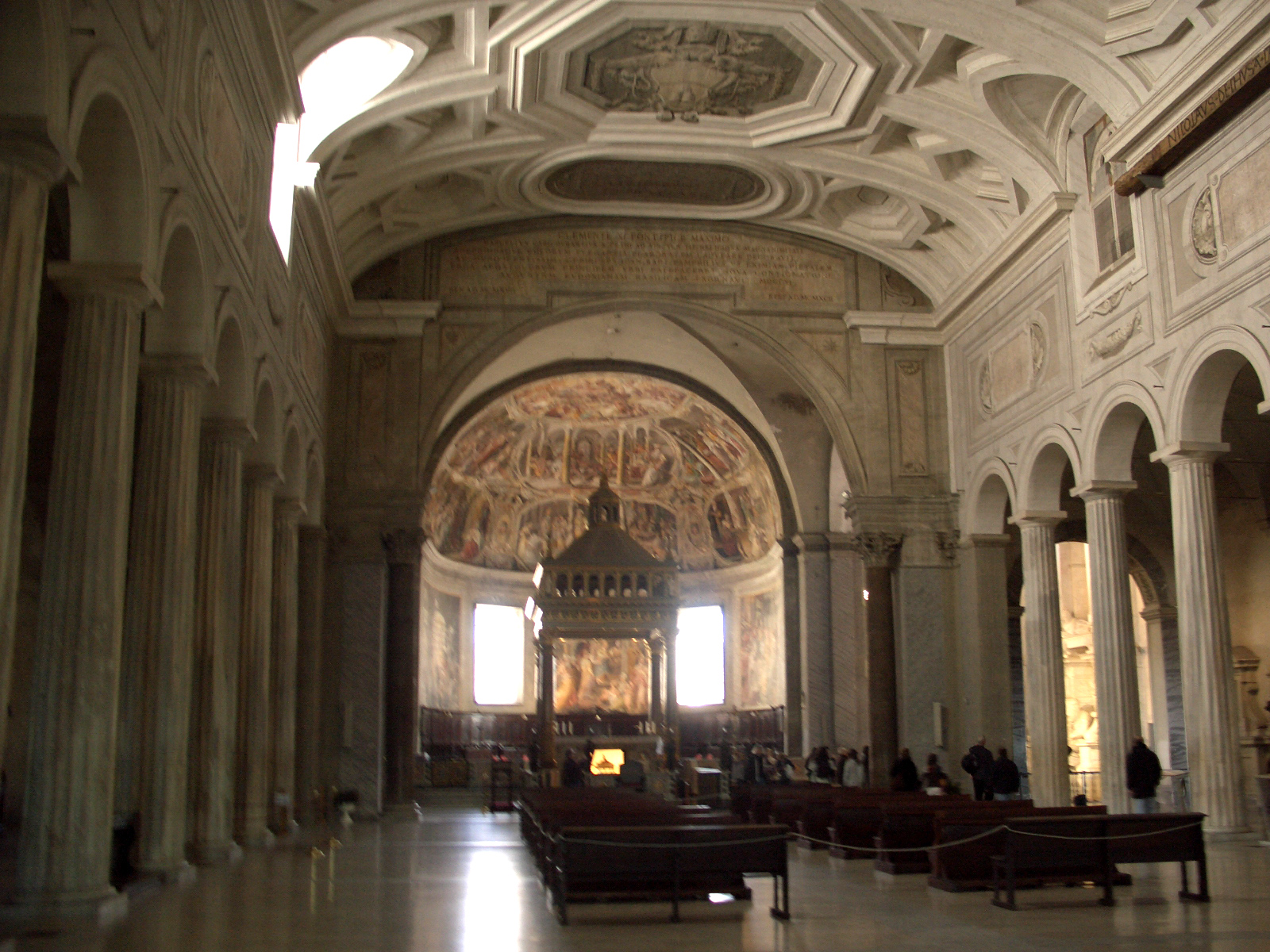
Первые папские выборы согласно булле In nomine Domini (1059 год) состоялись в церкви Сан-Пьетро-ин-Винколи («Св. Пётр в веригах)», а не в старой базилике Святого Петра из-за интенсивной светской оппозиции к новому процессу папского избрания.

Всего насчитывается 110 папских выборов, которые в настоящее время признаны Католической церковью в качестве легитимных. Тогда не было никакого зафиксированного процесса папского наследования, до 1059 года и пап часто выбирали с значительным участием светской власти, если вообще не назначали. С момента провозглашения In nomine Domini (1059 год), однако, избирательное право было ограничено Коллегии кардиналов.
Папские выборы после 1276 года приняли форму Конклава, который является выборами, следующему набору определённых правил и процедур, разработанными в апостольской конституции «Ubi periculum» (1274 год), а затем другими папскими буллами; соблюдение правил Конклава изменялось до 1294 года, но все Папские выборы, начиная с 1276 года, следовали относительно аналогичным процедурам Конклава.
Хотя кардиналы исторически собирались в нескольких других местах в Риме и за его пределами, только пять выборов, начиная с 1455 года проводились за пределами Апостольского дворца. Двадцать восемь папских выборов были проведены за пределами Рима: Террачина (1088 год), Клюни (1119 год), Веллетри (1181 год), Верона (1185 год), Феррара (октябрь 1187 года), Пиза (декабрь 1187 года), Перуджа (1216 год, 1264—1265 годы, 1285 год, 1292—1294 годы, 1304—1305 годы), Ананьи (1243 год), Неаполь (1254 год, 1294 год), Витербо (1261 год, 1268—1271 годы, июль 1276 года, август—сентябрь 1276 года, 1277 год, 1281—1282 годы), Ареццо (январь 1276 года), Карпантра/Лион (1314—1316 годы), Авиньон (1334 год, 1342 год, 1352 год, 1362 год, 1370 год), Констанц (1417 год) и Венеция (1799—1800 годы). Трое выборы перемещались между несколькими местами в процессе избрания: Выборы 1268—1271 годов, 1292—1294 годов и 1314—1316 годов.

## Папские выборы

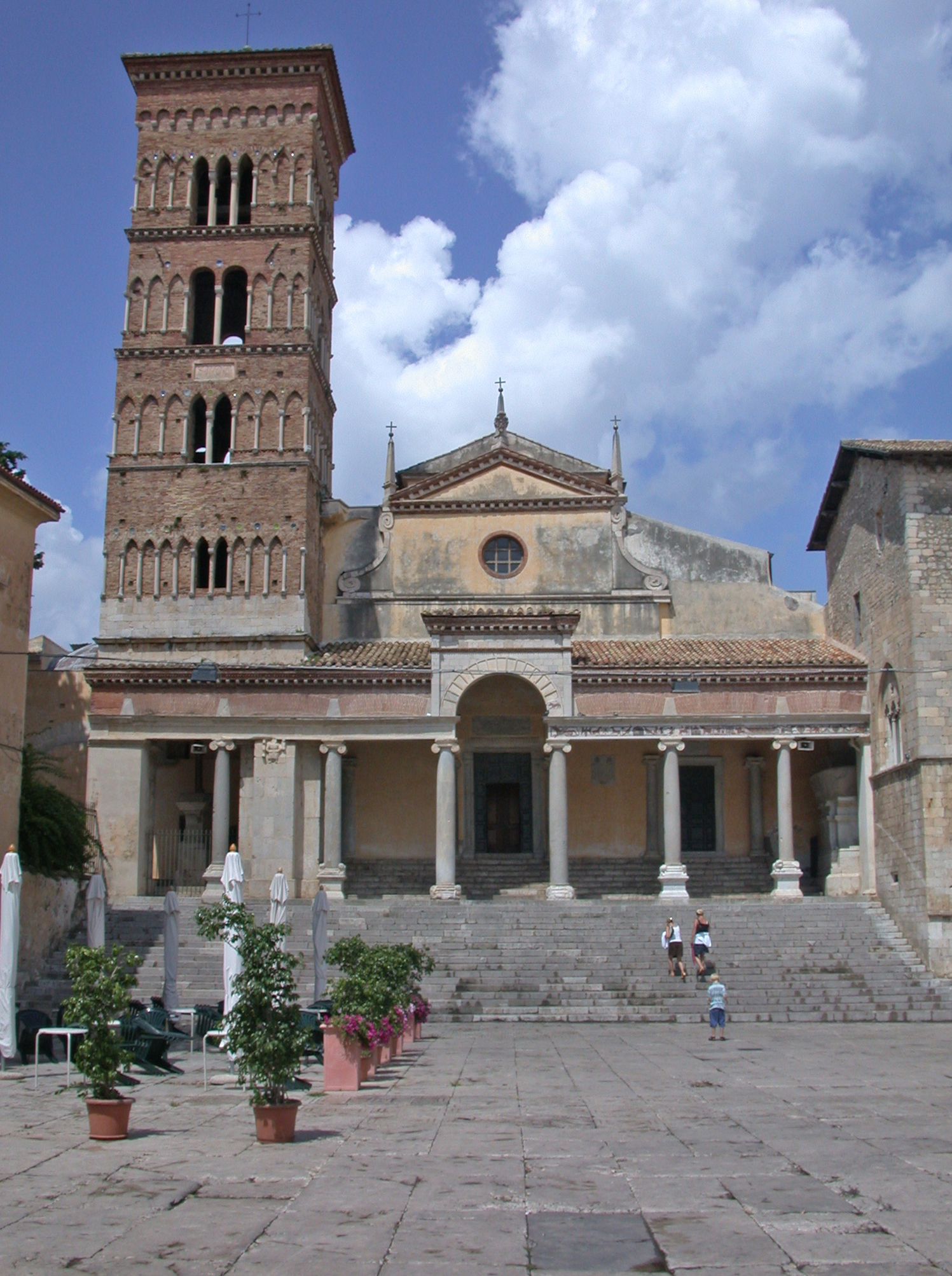
Церковь Святых Петра и Цезаря в Террачине, место первых папских выборов за пределами Рима.

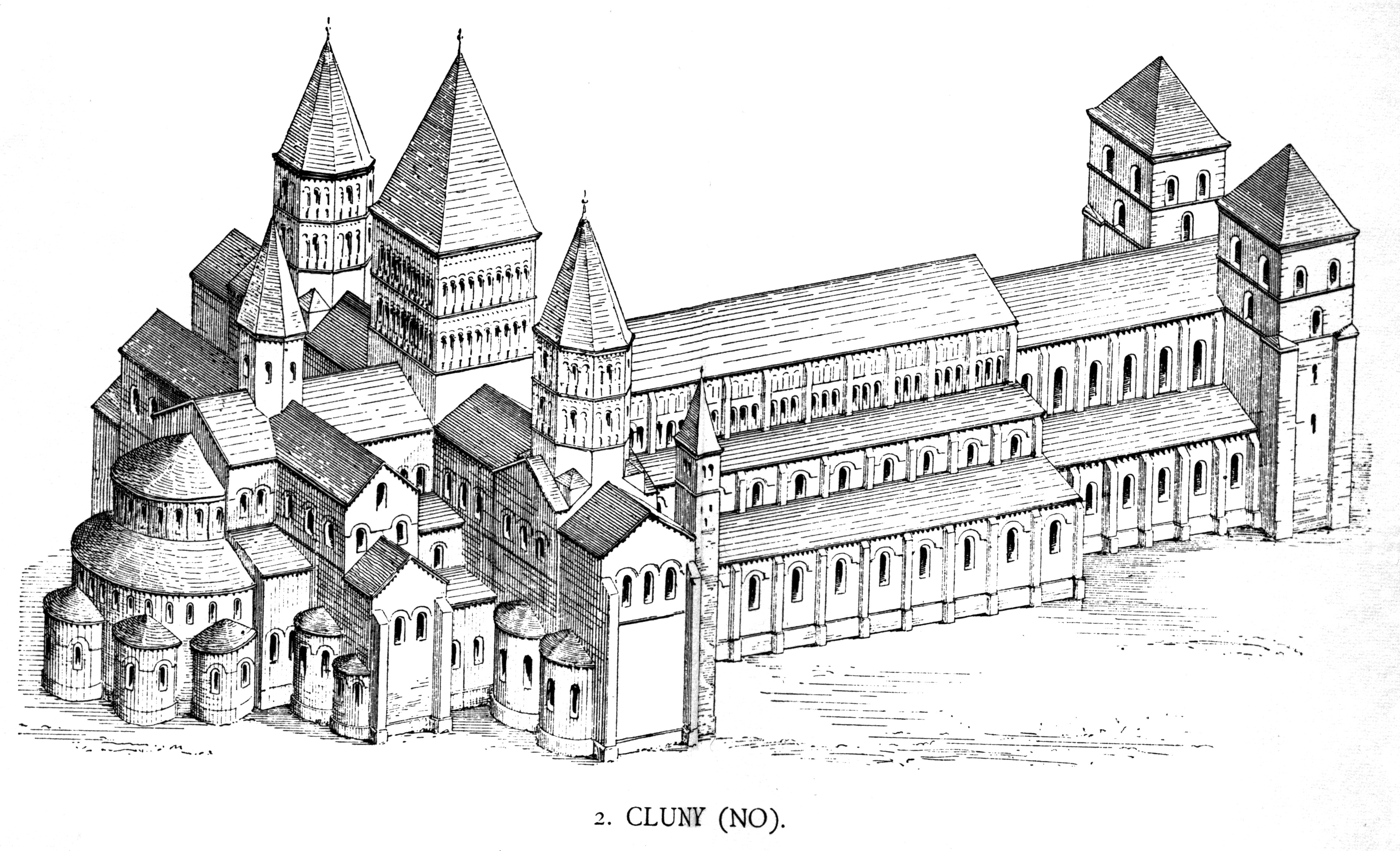
Папские выборы 1119 года прошли в аббатстве Клюни в результате изгнания Папы Геласия II из Рима императором Священной Римской империи Генрихом V, в результате за борьбы за инвеституру.

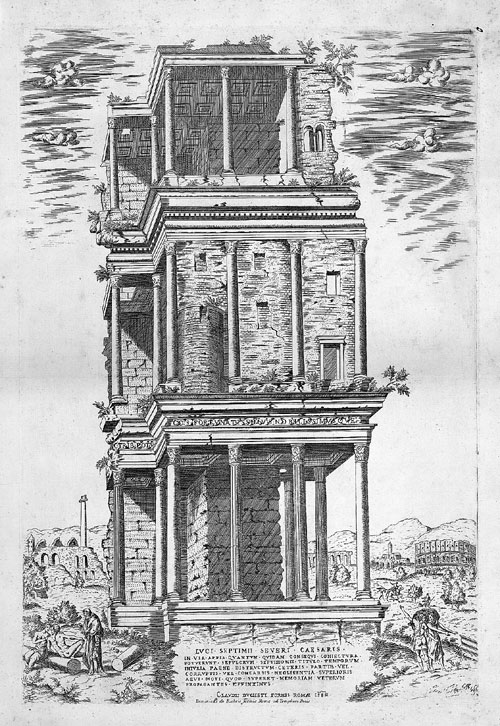
Сенатор Маттео Россо Орсини заключил кардиналов в Септизонии во время выборов 1241 года.

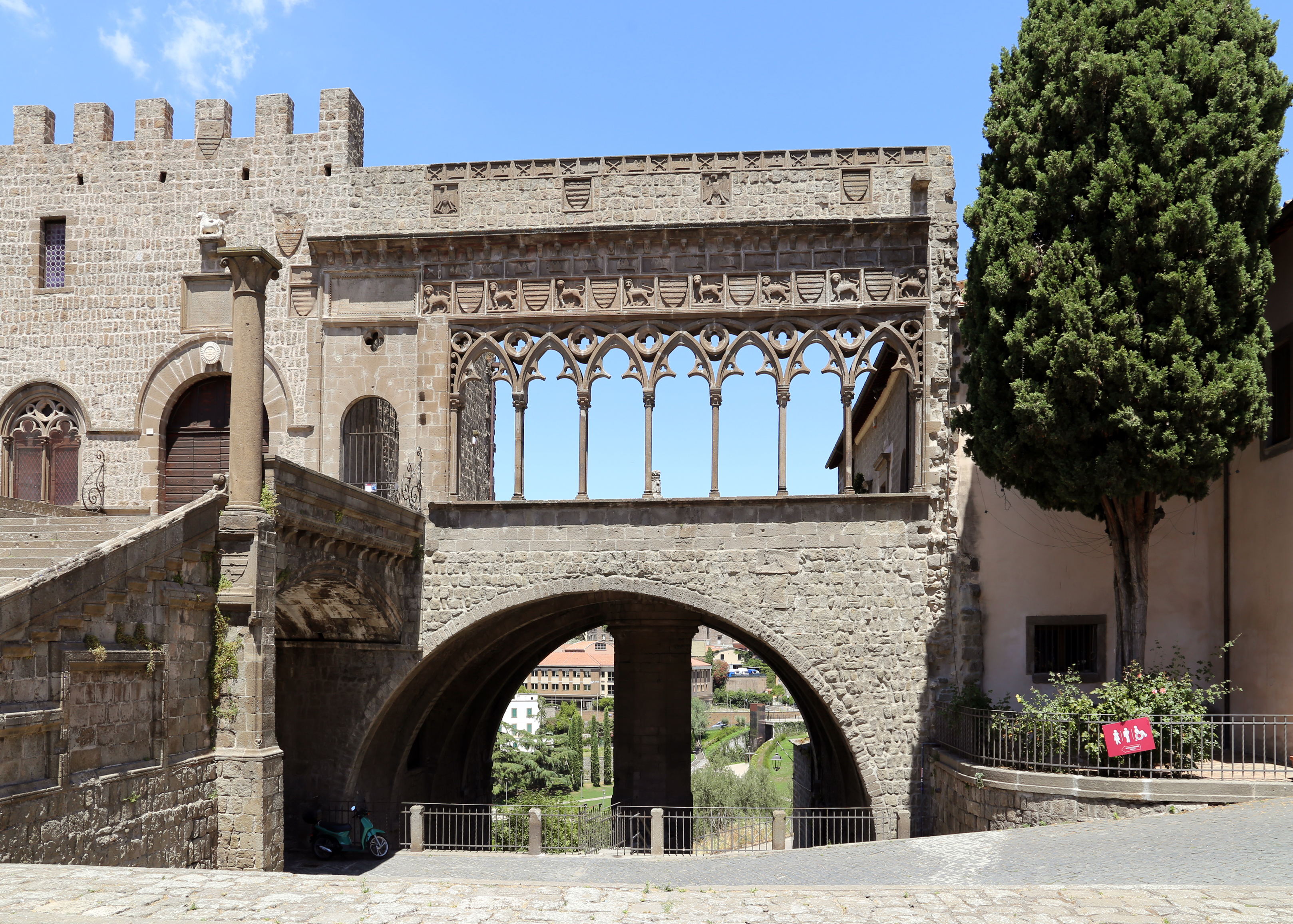
Магистраты Витербо сняли крышу Папского дворца в Витербо в период выборов 1268—1271 годов и удалили двух кардиналов-выборщиков из дворца во время выборов 1280—1281 годов.

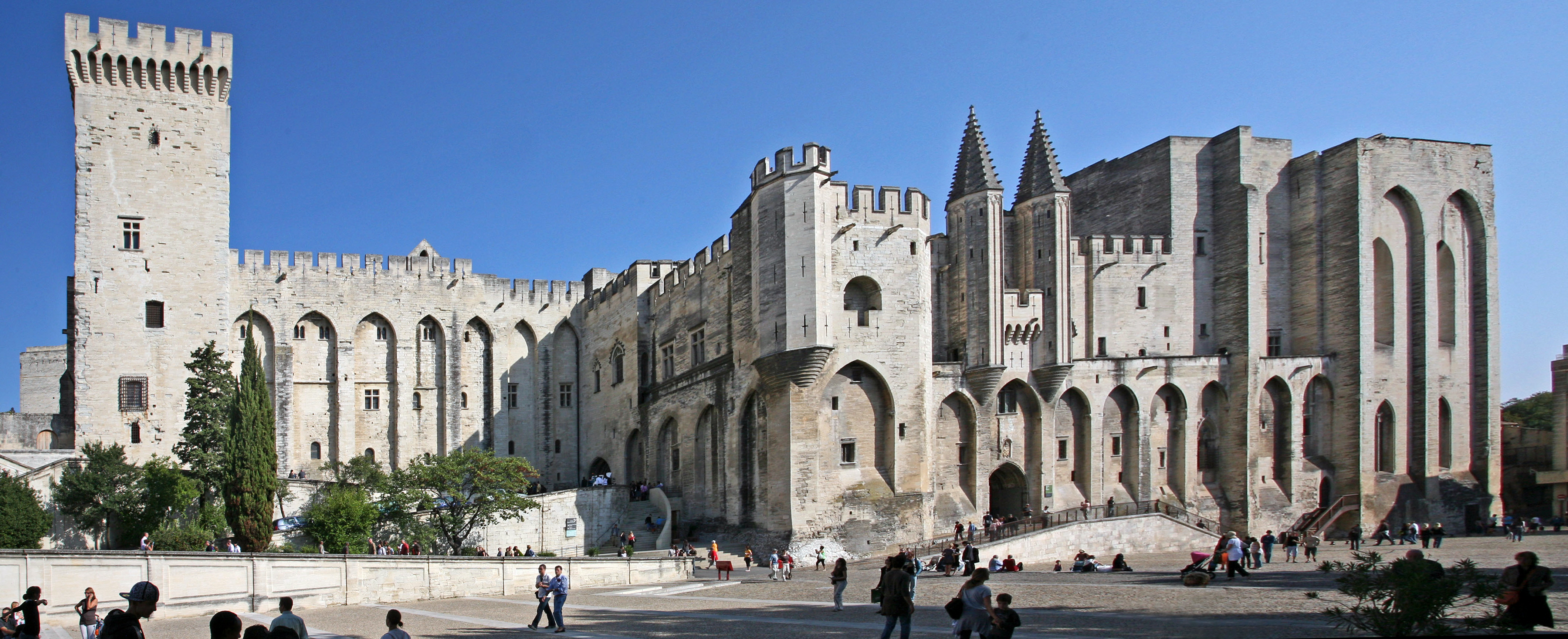
Папский дворец в Авиньоне — место большинства Папских Конклавов во время Авиньонского пленения пап.

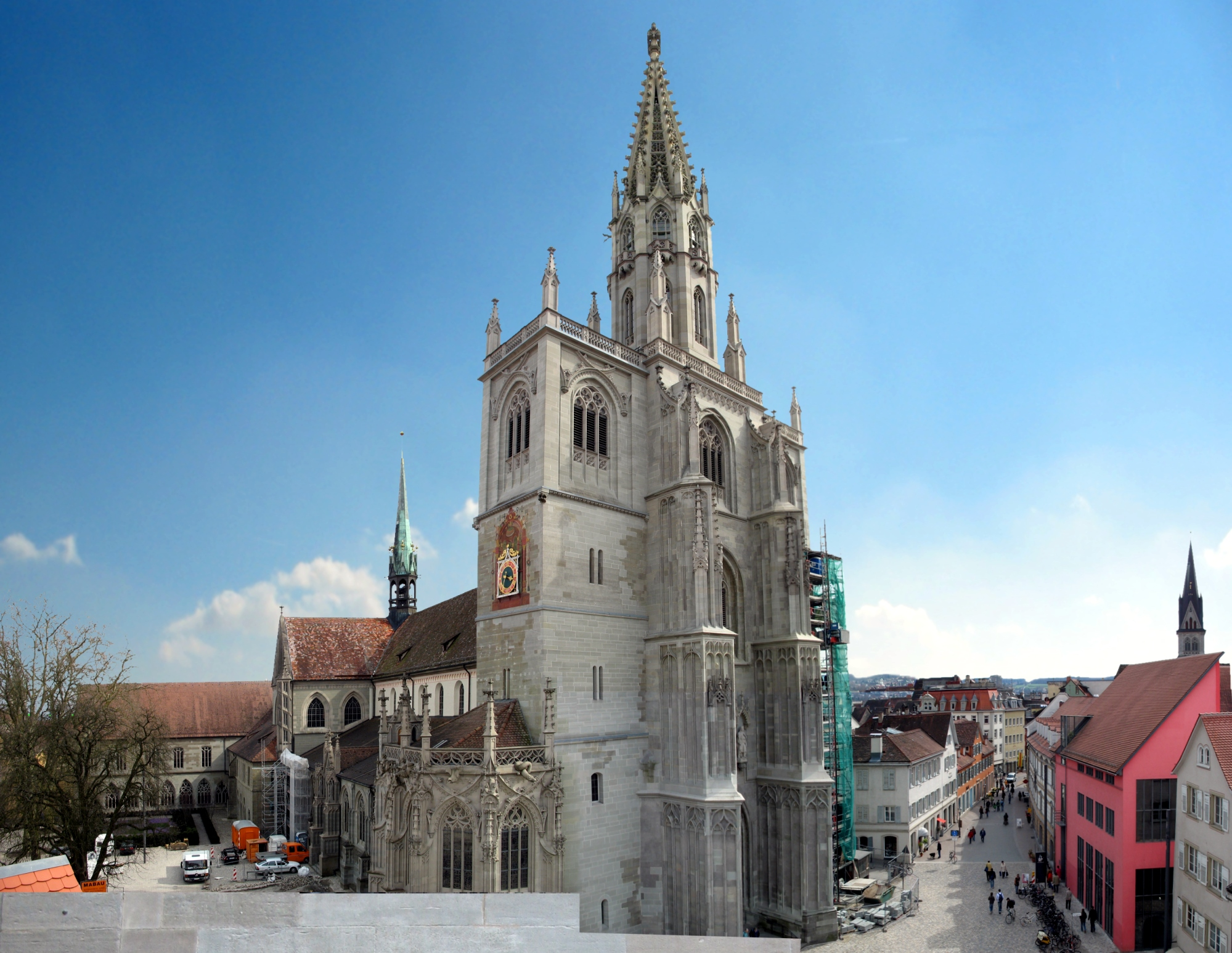
Собор Девы Марии — место заседания Констанцского собора — последних папских выборов за пределами Италии.

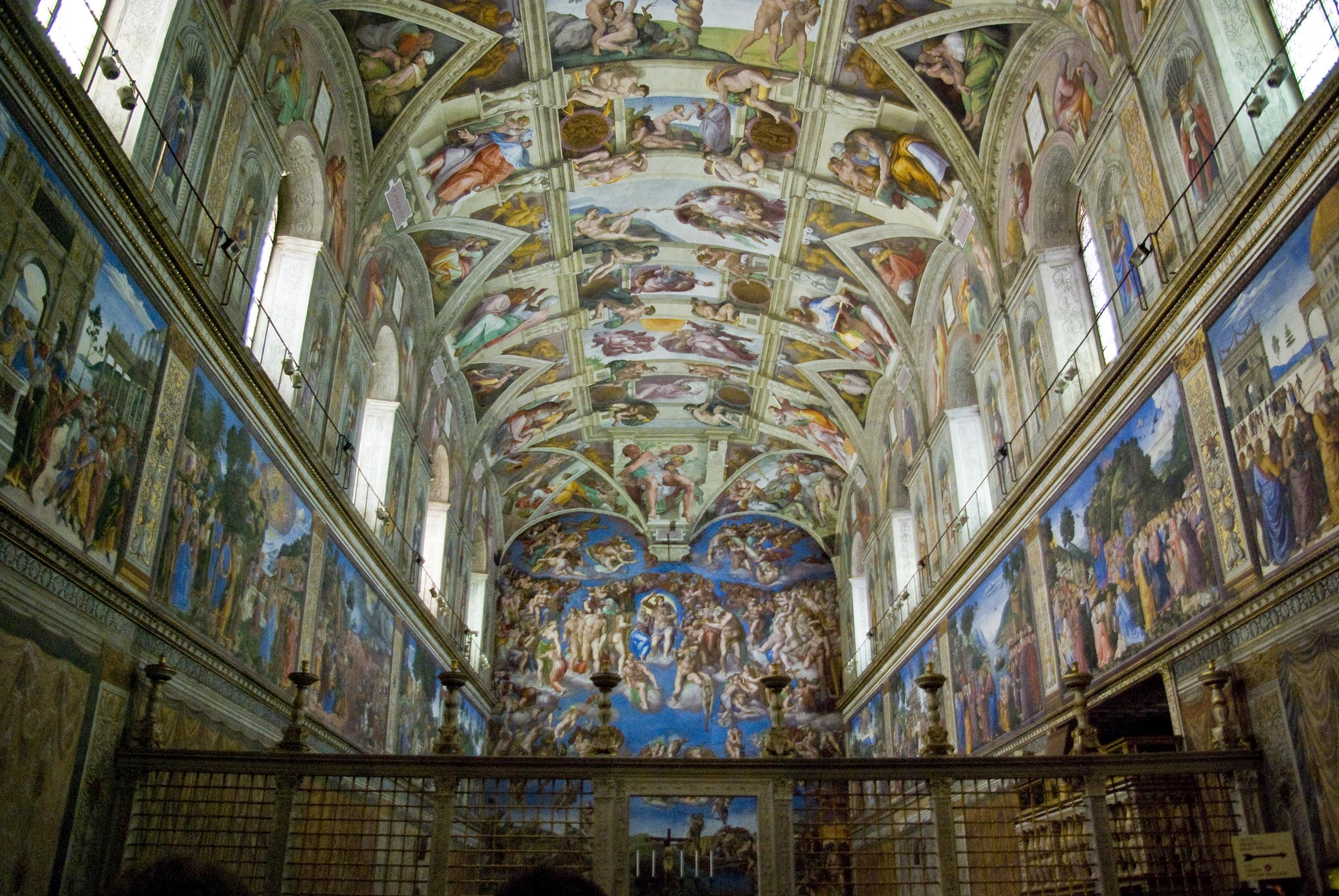
Конклав 1492 года был впервые проведён в Сикстинской капелле Апостольского дворца — место проведения всех Конклавов с 1878 года.

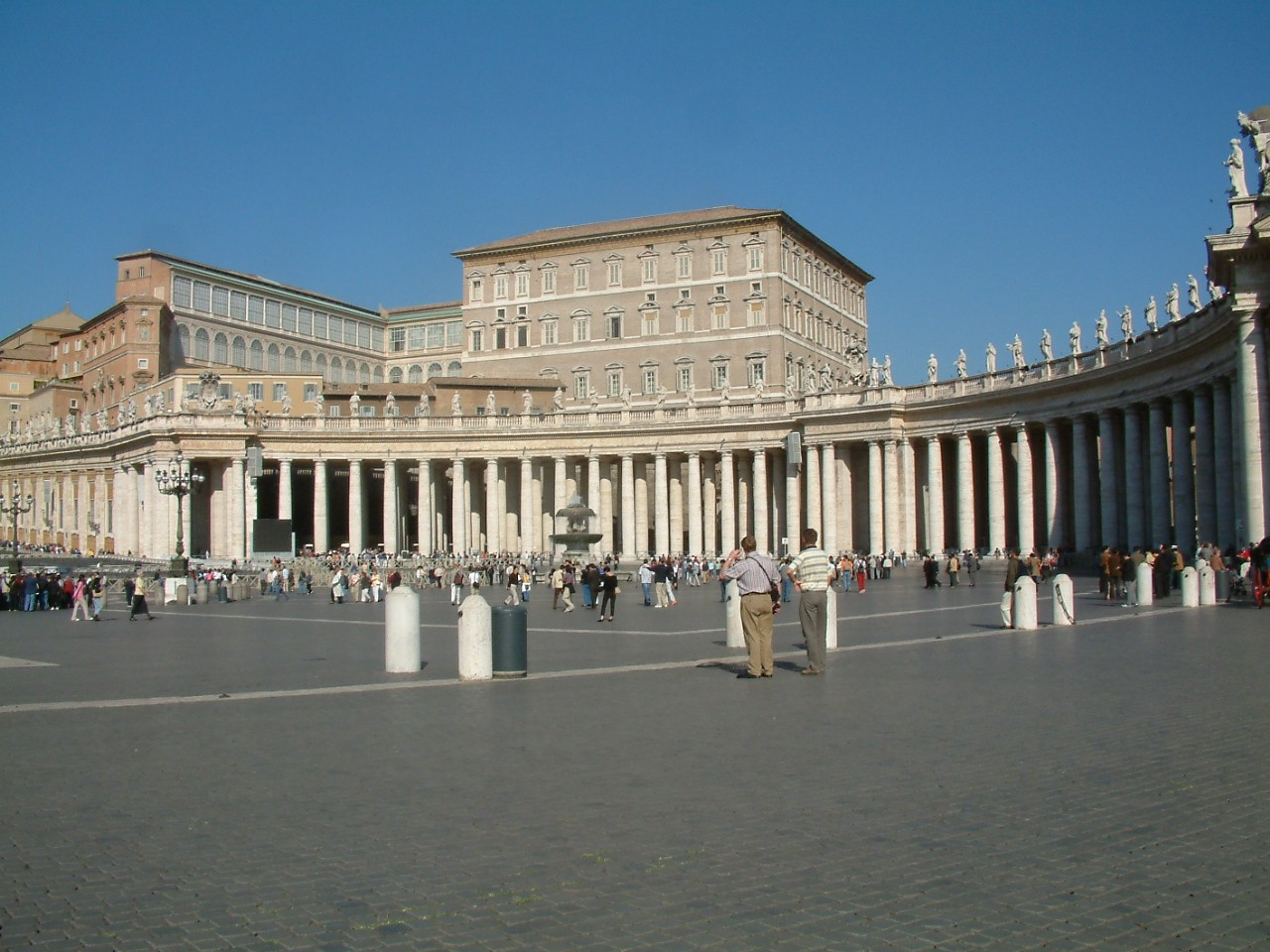
Все, кроме пяти Папских Конклавы, начиная с 1455 года, были проведены в Апостольском дворце.

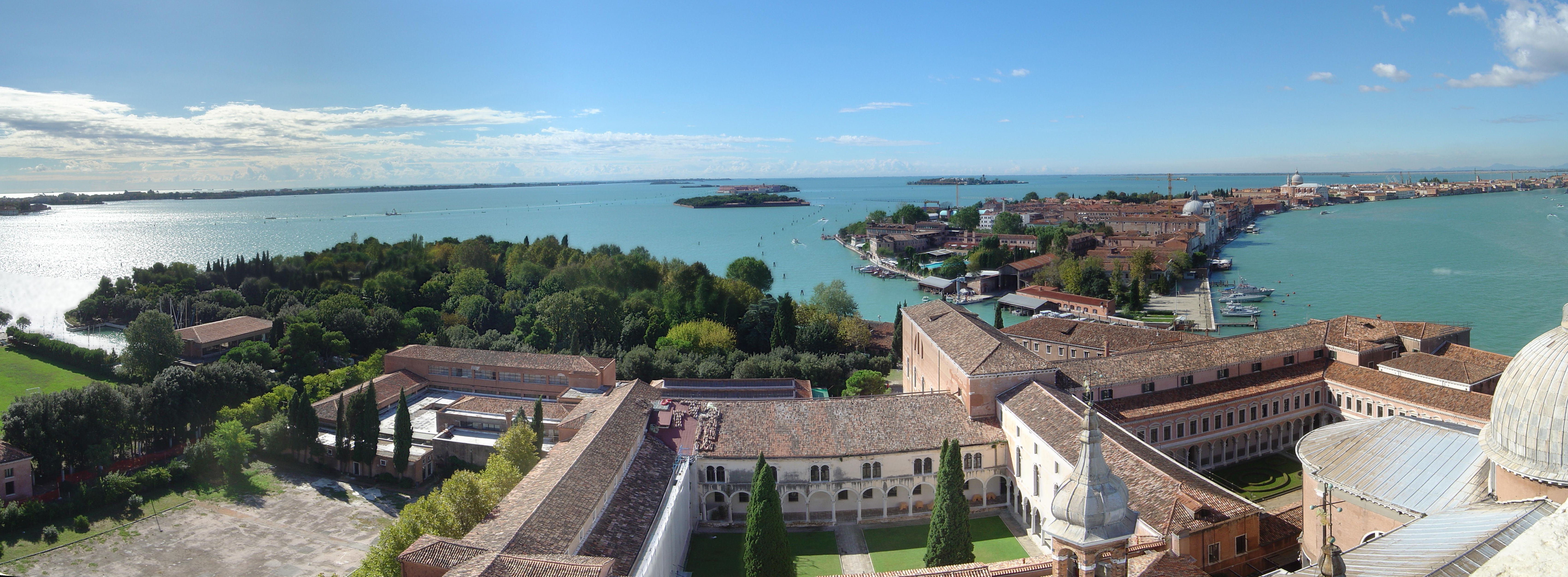
Конклав 1799—1800 годов был проведён в монастыре Сан-Джорджо, в Венеции — было последнее место папских выборов за пределами Рима.

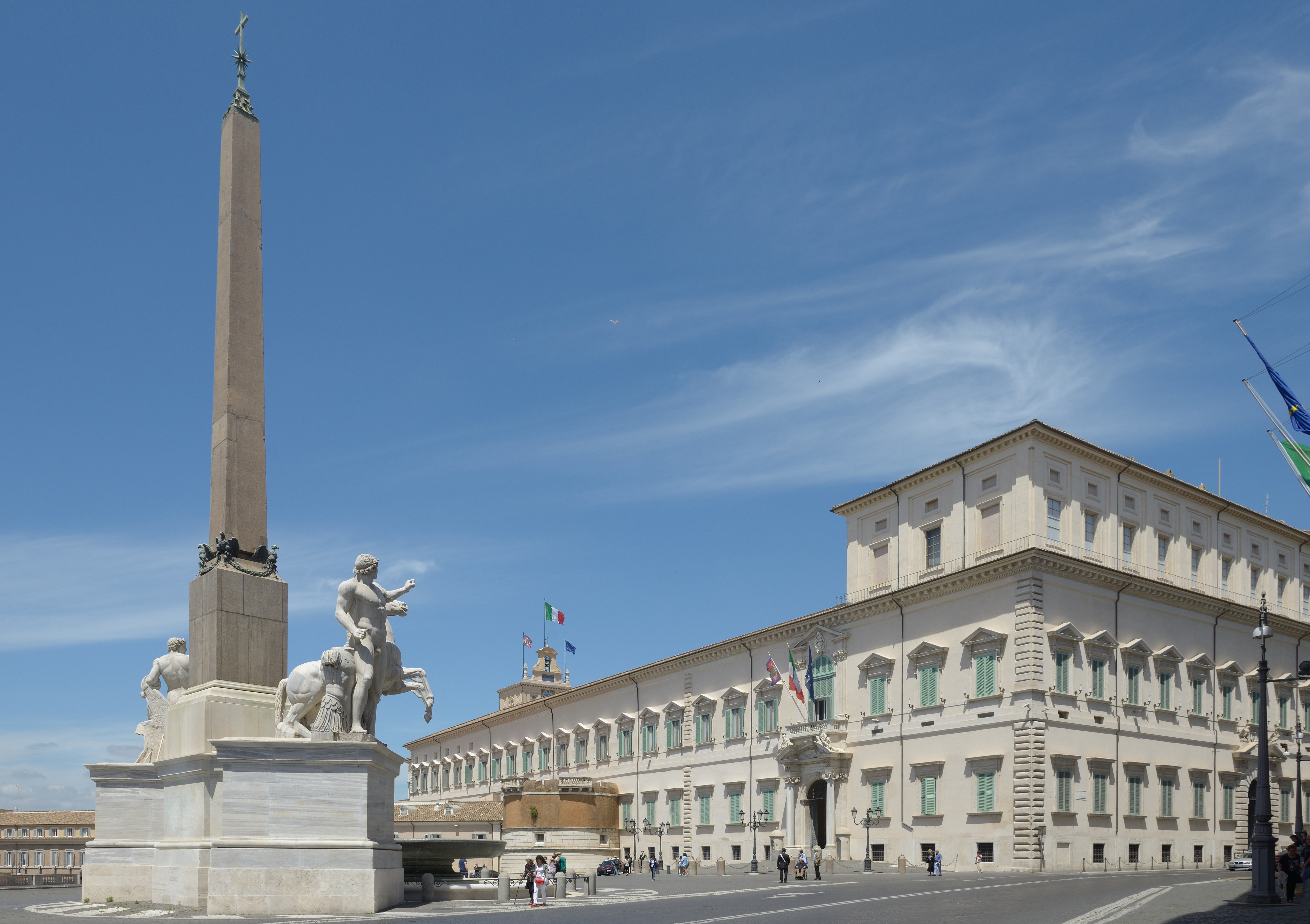
Квиринальский дворец был местом проведения четырёх Конклавов до занятия Рима войсками Объединённой Италии.

Выборы, на которых были избраны папские претенденты, в настоящее время рассматриваемые Католической церковью как антипапами выделены курсивом.
| Выборы                             | Избранный Папа         | Место прохождения выборов                                                                   | Примечания      |
| ---------------------------------- | ---------------------- | ------------------------------------------------------------------------------------------- | --------------- |
| Папские выборы 1061 года           | Александр II           | Сан-Пьетро-ин-Винколи (Рим)                                                                 | [ 3 ]           |
| Папские выборы 1073 года           | Григорий VII           | Сан-Пьетро-ин-Винколи (Рим)                                                                 | [ 4 ]           |
| Папские выборы 1086 года           | Виктор III             | Санта-Лючия-ин-Сепитисольо (Рим)                                                            | [ 5 ]           |
| Папские выборы 1088 года           | Урбан II               | Церковь Святых Петра и Цезаря (Террачина)                                                   | [ 6 ]           |
| Папские выборы 1099 года           | Пасхалий II            | Базилика Святого Климента (Рим)                                                             | [ 6 ]           |
| Папские выборы 1118 года           | Геласий II             | бенедиктинский монастырь на Палатинском холме (Рим)                                         | [ 7 ]           |
| Папские выборы 1119 года           | Каликст II             | Клюни (Франция)                                                                             | [ 8 ]           |
| Папские выборы 1124 года           | Гонорий II             | Сан-Панкрацио (Рим)                                                                         | [ 9 ]           |
| Папские выборы 1130 года           | Иннокентий II          | Санти-Андреа-э-Грегорио-ин-кливо-скаури (Рим)                                               | [ 10 ]          |
| Папские выборы 1130 года           | Антипапа Анаклет II    | Сан-Марко (Рим)                                                                             | [ 10 ]          |
| Папские выборы 1143 года           | Целестин II            | Латеранская базилика (Рим)                                                                  | [ 11 ]          |
| Папские выборы 1144 года           | Луций II               | (Рим)                                                                                       | [ 11 ]          |
| Папские выборы 1145 года           | Евгений III            | Сан-Чезарео-ин-Палатио (Рим)                                                                | [ 11 ]          |
| Папские выборы 1153 года           | Анастасий IV           | (Рим)                                                                                       | [ 11 ]          |
| Папские выборы 1154 года           | Адриан IV              | Старая базилика Святого Петра (Рим)                                                         | [ 12 ]          |
| Папские выборы 1159 года           | Александр III          | Старая базилика Святого Петра (Рим)                                                         | [ 13 ]          |
| Папские выборы 1159 года           | Антипапа Виктор IV     | Старая базилика Святого Петра (Рим)                                                         | [ 13 ]          |
| Папские выборы 1181 года           | Луций III              | (Рим)                                                                                       | [ 14 ]          |
| Папские выборы 1185 года           | Урбан III              | (Верона)                                                                                    | [ 14 ]          |
| Папские выборы 1187 года (октябрь) | Григорий VIII          | (Феррара)                                                                                   | [ 15 ]          |
| Папские выборы 1187 года (декабрь) | Климент III            | (Пиза)                                                                                      | [ 16 ]          |
| Папские выборы 1191 года           | Целестин III           | (Рим)                                                                                       | [ 16 ]          |
| Папские выборы 1198 года           | Иннокентий III         | Септизоний (Рим)                                                                            | [ 16 ]          |
| Папские выборы 1216 года           | Гонорий III            | Дворец каноников (Перуджа)                                                                  | [ 16 ]          |
| Папские выборы 1227 года           | Григорий IX            | Септизоний (Рим)                                                                            | [ 17 ]          |
| Папские выборы 1241 года           | Целестин IV            | Септизоний (Рим)                                                                            | [ 18 ]          |
| Папские выборы 1243 года           | Иннокентий IV          | (Ананьи)                                                                                    | [ 19 ]          |
| Папские выборы 1254 года           | Александр IV           | (Неаполь)                                                                                   | [ 20 ]          |
| Папские выборы 1261 года           | Урбан IV               | Кафедральный собор Витербо                                                                  | [ 20 ]          |
| Папские выборы 1264—1265 годов     | Климент IV             | Дворец каноников (Перуджа)                                                                  | [ 21 ]          |
| Папские выборы 1268—1271 годов     | Григорий X             | Кафедральный собор Витербо Папский дворец (Витербо)                                         | [ 22 ]          |
| Конклав 1276 года (январь)         | Иннокентий V           | Кафедральный собор Ареццо                                                                   | [ 23 ]          |
| Конклав 1276 года (июль)           | Адриан V               | Латеранская базилика (Рим)                                                                  | [ 24 ] [ 25 ]   |
| Конклав 1276 года (сентябрь)       | Иоанн XXI              | Папский дворец (Витербо)                                                                    | [ 26 ]          |
| Папские выборы 1277 года           | Николай III            | Папский дворец (Витербо)                                                                    | [ 26 ]          |
| Папские выборы 1280—1281 годов     | Мартин IV              | Папский дворец (Витербо)                                                                    | [ 27 ]          |
| Папские выборы 1285 года           | Гонорий IV             | Дворец каноников (Перуджа)                                                                  | [ 28 ]          |
| Папские выборы 1287—1288 годов     | Николай IV             | Корте Савелла, недалеко от церкви Санта-Сабина (Рим)                                        | [ 29 ]          |
| Папские выборы 1292—1294 годов     | Целестин V             | Санта-Мария-Маджоре (Рим) Санта-Мария-сопра-Минерва (Рим) Дворец каноников (Перуджа)        | [ 30 ]          |
| Конклав 1294 года                  | Бонифаций VIII         | Кастель-Нуово (Неаполь)                                                                     | [ 31 ]          |
| Конклав 1303 года                  | Бенедикт XI            | Латеранская базилика (Рим)                                                                  | [ 32 ]          |
| Конклав 1304—1305 годов            | Климент V              | Кафедральный собор Перуджи                                                                  | [ 33 ]          |
| Конклав 1314—1316 годов            | Иоанн XXII             | Карпантраский собор доминиканский дом в Лионе                                               | [ 34 ]          |
| Конклав 1334 года                  | Бенедикт XII           | Папский дворец (Авиньон)                                                                    | [ 35 ]          |
| Конклав 1342 года                  | Климент VI             | Папский дворец (Авиньон)                                                                    | [ 36 ]          |
| Конклав 1352 года                  | Иннокентий VI          | Папский дворец (Авиньон)                                                                    | [ 37 ]          |
| Конклав 1362 года                  | Урбан V                | Папский дворец (Авиньон)                                                                    | [ 38 ]          |
| Конклав 1370 года                  | Григорий XI            | Папский дворец (Авиньон)                                                                    | [ 39 ]          |
| Конклав 1378 года                  | Урбан VI               | Старая базилика Святого Петра (Рим)                                                         | [ 40 ]          |
| Авиньонский Конклав 1378 года      | Антипапа Климент VII   | (Фонди)                                                                                     | [ 40 ]          |
| Конклав 1389 года                  | Бонифаций IX           | Апостольский дворец (Рим)                                                                   | [ 41 ]          |
| Авиньонский Конклав 1394 года      | Антипапа Бенедикт XIII | Папский дворец (Авиньон)                                                                    | [ 42 ]          |
| Конклав 1404 года                  | Иннокентий VII         | (Рим)                                                                                       | [ 43 ]          |
| Конклав 1406 года                  | Григорий XII           | (Рим)                                                                                       | [ 44 ]          |
| Пизанский собор 1409 года          | Александр V            | (Пиза)                                                                                      | [ 45 ]          |
| Пизанский Конклав 1410 года        | Антипапа Иоанн XXIII   | Базилика Сан-Петронио (Болонья)                                                             | [ 46 ]          |
| Констанцский собор 1417 года       | Мартин V               | Констанцский кафедральный собор                                                             | [ 47 ]          |
| Авиньонский Конклав 1423 года      | Антипапа Климент VIII  | (Пеньискола)                                                                                | [ 48 ]          |
| Конклав 1431 года                  | Евгений IV             | Санта-Мария-сопра-Минерва (Рим)                                                             | [ 49 ] [ 50 ]   |
| Базельский собор 1439 года         | Антипапа Феликс V      | Кафедральный собор Базеля                                                                   | [ 51 ]          |
| Конклав 1447 года                  | Николай V              | Санта-Мария-сопра-Минерва (Рим)                                                             | [ 50 ] [ 52 ]   |
| Конклав 1455 года                  | Каликст III            | Апостольский дворец (Рим)                                                                   | [ 50 ] [ 53 ]   |
| Конклав 1458 года                  | Пий II                 | Апостольский дворец (Рим)                                                                   | [ 2 ] [ 54 ]    |
| Конклав 1464 года                  | Павел II               | Апостольский дворец (Рим), Капелла Парва (голосование) и Великая Капелла (кельи кардиналов) | [ 50 ] [ 55 ]   |
| Конклав 1471 года                  | Сикст IV               | Апостольский дворец (Рим)                                                                   | [ 56 ]          |
| Конклав 1484 года                  | Иннокентий VIII        | Апостольский дворец (Рим)                                                                   | [ 57 ]          |
| Конклав 1492 года                  | Александр VI           | Апостольский дворец (Рим), Сикстинская капелла                                              | [ 58 ]          |
| Конклав 1503 года (сентябрь)       | Пий III                | Апостольский дворец (Рим)                                                                   | [ 59 ]          |
| Конклав 1503 года (октябрь)        | Юлий II                | Апостольский дворец (Рим)                                                                   | [ 60 ]          |
| Конклав 1513 года                  | Лев X                  | Апостольский дворец (Рим), Сикстинская капелла                                              | [ 50 ] [ 61 ]   |
| Конклав 1521–1522 годов            | Адриан VI              | Апостольский дворец (Рим)                                                                   | [ 62 ]          |
| Конклав 1523 года                  | Климент VII            | Апостольский дворец (Рим)                                                                   | [ 63 ]          |
| Конклав 1534 года                  | Павел III              | Апостольский дворец (Рим), Капелла Парва                                                    | [ 50 ] [ 64 ]   |
| Конклав 1549–1550 годов            | Юлий III               | Апостольский дворец (Рим), Капелла Паолина                                                  | [ 65 ]          |
| Конклав 1555 года (апрель)         | Марцелл II             | Апостольский дворец (Рим)                                                                   | [ 66 ]          |
| Конклав 1555 года (май)            | Павел IV               | Апостольский дворец (Рим)                                                                   | [ 67 ]          |
| Конклав 1559 года                  | Пий IV                 | Апостольский дворец (Рим), Капелла Паолина                                                  | [ 50 ] [ 68 ]   |
| Конклав 1565–1566 годов            | Пий V                  | Апостольский дворец (Рим)                                                                   | [ 69 ]          |
| Конклав 1572 года                  | Григорий XIII          | Апостольский дворец (Рим)                                                                   | [ 70 ]          |
| Конклав 1585 года                  | Сикст V                | Апостольский дворец (Рим)                                                                   | [ 71 ]          |
| Конклав 1590 года (сентябрь)       | Урбан VII              | Апостольский дворец (Рим)                                                                   | [ 72 ]          |
| Конклав 1590 года (осень)          | Григорий XIV           | Апостольский дворец (Рим)                                                                   | [ 73 ]          |
| Конклав 1591 года                  | Иннокентий IX          | Апостольский дворец (Рим)                                                                   | [ 74 ]          |
| Конклав 1592 года                  | Климент VIII           | Апостольский дворец (Рим)                                                                   | [ 75 ]          |
| Конклав 1605 года (март — апрель)  | Лев XI                 | Апостольский дворец (Рим)                                                                   | [ 76 ]          |
| Конклав 1605 года (май)            | Павел V                | Апостольский дворец (Рим)                                                                   | [ 77 ]          |
| Конклав 1621 года                  | Григорий XV            | Апостольский дворец (Рим)                                                                   | [ 78 ]          |
| Конклав 1623 года                  | Урбан VIII             | Апостольский дворец (Рим)                                                                   | [ 79 ]          |
| Конклав 1644 года                  | Иннокентий X           | Апостольский дворец (Рим)                                                                   | [ 80 ]          |
| Конклав 1655 года                  | Александр VII          | Апостольский дворец (Рим)                                                                   | [ 81 ]          |
| Конклав 1667 года                  | Климент IX             | Апостольский дворец (Рим)                                                                   | [ 82 ]          |
| Конклав 1669—1670 годов            | Климент X              | Апостольский дворец (Рим)                                                                   | [ 83 ]          |
| Конклав 1676 года                  | Иннокентий XI          | Апостольский дворец (Рим)                                                                   | [ 84 ]          |
| Конклав 1689 года                  | Александр VIII         | Апостольский дворец (Рим)                                                                   | [ 85 ]          |
| Конклав 1691 года                  | Иннокентий XII         | Апостольский дворец (Рим)                                                                   | [ 86 ]          |
| Конклав 1700 года                  | Климент XI             | Апостольский дворец (Рим)                                                                   | [ 87 ]          |
| Конклав 1721 года                  | Иннокентий XIII        | Апостольский дворец (Рим)                                                                   | [ 88 ]          |
| Конклав 1724 года                  | Бенедикт XIII          | Апостольский дворец (Рим)                                                                   | [ 89 ]          |
| Конклав 1730 года                  | Климент XII            | Апостольский дворец (Рим)                                                                   | [ 90 ]          |
| Конклав 1740 года                  | Бенедикт XIV           | Апостольский дворец (Рим)                                                                   | [ 91 ]          |
| Конклав 1758 года                  | Климент XIII           | Апостольский дворец (Рим)                                                                   | [ 92 ]          |
| Конклав 1769 года                  | Климент XIV            | Апостольский дворец (Рим)                                                                   | [ 93 ]          |
| Конклав 1774—1775 годов            | Пий VI                 | Апостольский дворец (Рим)                                                                   | [ 94 ]          |
| Конклав 1799—1800 годов            | Пий VII                | Монастырь Сан-Джорджо (Венеция)                                                             | [ 95 ]          |
| Конклав 1823 года                  | Лев XII                | Квиринальский дворец (Рим)                                                                  | [ 96 ]          |
| Конклав 1829 года                  | Пий VIII               | Квиринальский дворец (Рим)                                                                  | [ 97 ]          |
| Конклав 1830—1831 годов            | Григорий XVI           | Квиринальский дворец (Рим)                                                                  | [ 98 ]          |
| Конклав 1846 года                  | Пий IX                 | Квиринальский дворец (Рим)                                                                  | [ 99 ]          |
| Конклав 1878 года                  | Лев XIII               | Апостольский дворец (Рим), Сикстинская капелла                                              | [ 100 ]         |
| Конклав 1903 года                  | Пий X                  | Апостольский дворец (Рим), Сикстинская капелла                                              | [ 101 ]         |
| Конклав 1914 года                  | Бенедикт XV            | Апостольский дворец (Рим), Сикстинская капелла                                              | [ 102 ]         |
| Конклав 1922 года                  | Пий XI                 | Апостольский дворец (Рим), Сикстинская капелла                                              | [ 103 ]         |
| Конклав 1939 года                  | Пий XII                | Апостольский дворец (Ватикан), Сикстинская капелла                                          | [ 104 ]         |
| Конклав 1958 года                  | Иоанн XXIII            | Апостольский дворец (Ватикан), Сикстинская капелла                                          | [ 105 ]         |
| Конклав 1963 года                  | Павел VI               | Апостольский дворец (Ватикан), Сикстинская капелла                                          | [ 106 ]         |
| Конклав 1978 года (август)         | Иоанн Павел I          | Апостольский дворец (Ватикан), Сикстинская капелла                                          | [ 107 ]         |
| Конклав 1978 года (октябрь)        | Иоанн Павел II         | Апостольский дворец (Ватикан), Сикстинская капелла                                          | [ 107 ]         |
| Конклав 2005 года                  | Бенедикт XVI           | Апостольский дворец (Ватикан), Сикстинская капелла                                          | [ 108 ]         |
| Конклав 2013 года                  | Франциск               | Апостольский дворец (Ватикан), Сикстинская капелла                                          | [ 109 ] [ 110 ] |
| Конклав 2025 года                  | Лев XIV                | Апостольский дворец (Ватикан), Сикстинская капелла                                          |                 |